# Жерве, Константин Карлович
Константин Карлович Жерве (1803—1877) — инженер-генерал-майор русской императорской армии, мемуарист.

## Биография
Сын выборгского коменданта Карла Еремеевича Жерве, Константин Карлович родился 2 (14) февраля 1803 года.
Первоначальное образование он получил в Выборгской гимназии, а затем осенью 1818 года поступил в Институт корпуса инженеров путей сообщения, где пробыл, впрочем, недолго и, вследствие расточительного образа жизни воспитанников того времени и отсутствия лишних средств, решил поступить в Главное инженерное училище, тогда только что основанное. Здесь пробыл он два года и в декабре 1821 года был произведён в прапорщики сначала Петербургской, а затем Свеаборгской инженерной команды, где прослужил до 1826 года, когда был переведён в строившуюся тогда крепость Бобруйск. Из Бобруйска он несколько раз ездил в командировки на разные строительные работы и в 1839 году был назначен исправлять должность помощника командира Херсонского инженерного округа. В этой должности ему пришлось много поработать по приведению в порядок сильно запутанных дел по округу и по постройке Севастопольских укреплений. В начале 1842 года он тяжело заболел, вследствие чего вышел в отставку.
По восстановлении здоровья в начале 1844 года он снова поступил на службу с прежним чином капитана, с назначением во второй округ инженерного корпуса, в Москву. В следующем году был вызван в Петербург для постройки капсюльного завода. Хотя эта постройка должна была производиться по высочайше утверждённому проекту, тем не менее будущий строитель усмотрел в нём много неправильностей и упущений, которые явились поводом его пререканий с департаментом военных поселений и вызвали значительную передержку, обратившую на себя внимание военного министра князя Чернышёва. По его приказанию, состоявший при нём полковник Глинка-Маврин произвёл расследование, выяснившее правильность действий капитана Жерве.
В 1846 году он был назначен смотрителем здания Главного штаба и Императорской военной академии. То было первым назначением на эту должность инженерного офицера с большими правами по своей должности по административной, технической, экономической и хозяйственной частям. Такое служебное положение, энергичный образ действий Жерве и выраженное ему внимание императора Николая I при первом же посещении Главного штаба явились причиной благосклонного к нему отношения со стороны князя Чернышёва, который вскоре приблизил его к себе. Частые посещения князя и его семьи Жерве дали ему возможность близко узнать военного министра и в своих «Воспоминаниях» ярко очертить в лице князя А. И. Чернышёва одну из самых крупных фигур царствования императора Николая I.
В 1847 году за отличие по службе Жерве был произведён в подполковники и вскоре принял в своё заведование дом военного министра, оставаясь в прежних должностях; 8 апреля 1851 года был награждён орденом Св. Анны 2-й степени.
Когда был учреждён Хозяйственный комитет Главного штаба, служебное положение Жерве, стало гораздо более зависимым, чем было прежде, и это заставило его отказаться от должности, в которой прослужил 20 лет, пользуясь расположением и преемников князя Чернышёва.
Весной 1866 года он был произведён в генерал-майоры, а в следующем году был зачислен в запас инженерных войск, имея в виду поступить на частную службу. Он был принят в общество постройки Киево-Балтской железной дороги, о сооружении которой также находятся многие любопытные сведения в его «Воспоминаниях».
Возвратившись в Санкт-Петербург и пробыв некоторое время в запасе, в 1871 году он получил должность презуса (председателя) временной комиссии военного суда при Санкт-Петербургском комендантском управлении и в 1873 году отпраздновал 50-летний юбилей своей службы в офицерских чинах. Прослужив ещё некоторое время, Жерве в 1877 году совсем оставил службу и переехал на жительство в Житомир, где 20 июня (2 июля) 1877 года скончался в семье своей дочери. Прах его был привезён в Санкт-Петербург и погребён на кладбище Новодевичьего монастыря.

## Мемуары
Три тома записок Жерве составляют собственно «Воспоминания», остальные — «Дневник», аккуратно ведённый им почти до самой смерти. В этих «Воспоминаниях» Жерве дал яркую картину быта современного ему общества и военно-инженерной среды; многих выдающихся государственных и общественных деятелей эпохи императоров Александра I, Николая I и Александра II он охарактеризовал со свойственной ему откровенностью и не без литературных достоинств интересного повествования. «Воспоминания Константина Карловича Жерве» печатались в извлечениях с мая по декабрь 1898 года в журнале «Исторический вестник»:
- Т. LXXII. — С. 419—449; 732—776
- Т. LXXIII. — С. 30—73; 420—457; 789—824
- Т. LXXIV. — С. 40—79; 450—501; 8901—908